# Hol Station
Hol Station (Hol stasjon) er en tidligere jernbanestation på Bergensbanen, der ligger i Hol kommune i Norge.
Stationen åbnede som holdeplads 21. december 1907 som en del af strækningen mellem Geilo og Gulsvik. Den blev opgraderet til station omkring 1931. Betjeningen med persontog ophørte 30. maj 1965, men stationen var fortsat bemandet for ekspedition af tog og gods indtil 1. december 1983, hvor den blev fjernstyret.
Stationsbygningen blev opført i 1911 efter tegninger af Harald Kaas på baggrund af tegninger af Paul Due. Bygningen er et eksempel på Dues mindre bygninger i jugendstil men i en variant, der ikke findes tilsvarende på Bergensbanen. Bygningen står stadig, som da stationen var i drift, og er vurderet til at være bevaringsværdig.